# Котоура
Котоура (яп. 琴浦町 Котоура-тё:) — посёлок в Японии, находящийся в уезде Тохаку префектуры Тоттори. Площадь посёлка составляет 139,92 км², население — 17 680 человек (1 августа 2014), плотность населения — 126,36 чел./км².

## Географическое положение
Посёлок расположен на острове Хонсю в префектуре Тоттори региона Тюгоку. С ним граничат город Кураёси и посёлки Хокуэй, Дайсен, Кофу.

## Население
Население посёлка составляет 17 680 человек (1 августа 2014), а плотность — 126,36 чел./км². Изменение численности населения с 1980 по 2005 годы:
| 1980 | 22 150 чел. |  |
| 1985 | 22 326 чел. |  |
| 1990 | 21 736 чел. |  |
| 1995 | 21 184 чел. |  |
| 2000 | 20 442 чел. |  |
| 2005 | 19 499 чел. |  |

## Символика
Деревом посёлка считается Fagus crenata, цветком — цветок сакуры.